# Licq-Athérey
Licq-Athérey ist eine französische Gemeinde mit 192 Einwohnern (Stand 1. Januar 2022) im Département Pyrénées-Atlantiques in der Region Nouvelle-Aquitaine (vor 2016: Aquitanien). Die Gemeinde gehört zum Arrondissement Oloron-Sainte-Marie und zum Kanton Montagne Basque (bis 2015: Kanton Tardets-Sorholus).
Der Name in der baskischen Sprache lautet Ligi-Atherei. Die Einwohner werden entsprechend Ligiar oder Athereiar genannt.

## Geographie
Licq-Athérey liegt ca. 35 km südwestlich von Oloron-Sainte-Marie im Landstrich der Hoch-Soule der historischen Provinz Soule im französischen Teil des Baskenlands.
Umgeben wird Licq-Athérey von den Nachbargemeinden:
|          | Lichans-Sunhar Laguinge-Restoue             |      |
| Etchebar | Kompassrose, die auf Nachbargemeinden zeigt | Haux |
| Larrau   | Sainte-Engrâce                              |      |

Licq-Athérey befindet sich im Einzugsgebiet des Flusses Adour.
Die Flüsse Gave de Larrau und Gave de Sainte-Engrâce vereinigen sich auf dem Gemeindegebiet und bilden gemeinsam den Saison.
Weitere Fließgewässer auf dem Gebiet der Gemeinde sind:
- der Ruisseau d’Ahunzola, auch Ruisseau de Letchartsu genannt, ein Nebenfluss des Gave de Larrau,
- der Errekabeltza und der Ruisseau de Sombiague, Nebenflüsse des Gave de Sainte-Engrâce

sowie Nebenflüsse des Saisons,
- der Ruisseau de Chugaret,
- der Ruisseau d’Appaniche, auch Satzouriko Erreka genannt, und
- der Ruisseau de Susselgue mit seinen Zuflüssen
  - Ruisseau Izemino und
  - Ruisseau de Petitche.[2]

## Geschichte
Licq ist im Jahre 1386, Athérey im Jahre 1479 erstmals urkundlich erwähnt. Die beiden Gemeinden haben sich 1843 zur neuen Gemeinde Licq-Athérey zusammengeschlossen.
Toponyme und Erwähnungen von Licq waren:
- Lic (1386, Notare von Navarrenx),
- Lacq (1750, Karte von Cassini) und
- Licq (1793 und 1801, Notice Communale bzw. Bulletin des Lois).[4][5][6]

Toponyme und Erwähnungen von Athérey waren:
- Aterey (1479, Verträge von Ohix, Notar von Soule, Blatt 87),
- Atheray (1750, Karte von Cassini),
- Atherey (1793, 1801 und 1863, Notice Communale, Bulletin des Lois bzw. Dictionnaire topographique du département des Basses-Pyrénées).[4][5][7]

### Einwohnerentwicklung
Nach einem Höchststand von rund 850 Einwohnern in der Mitte des 19. Jahrhunderts fällt die Einwohnerzahl bei kurzzeitigen Phasen der Erholung bis heute zurück.
| Jahr      | 1962 | 1968 | 1975 | 1982 | 1990 | 1999 | 2006 | 2009 | 2022 |
| --------- | ---- | ---- | ---- | ---- | ---- | ---- | ---- | ---- | ---- |
| Einwohner | 423  | 346  | 296  | 250  | 237  | 243  | 231  | 239  | 192  |

## Sehenswürdigkeiten

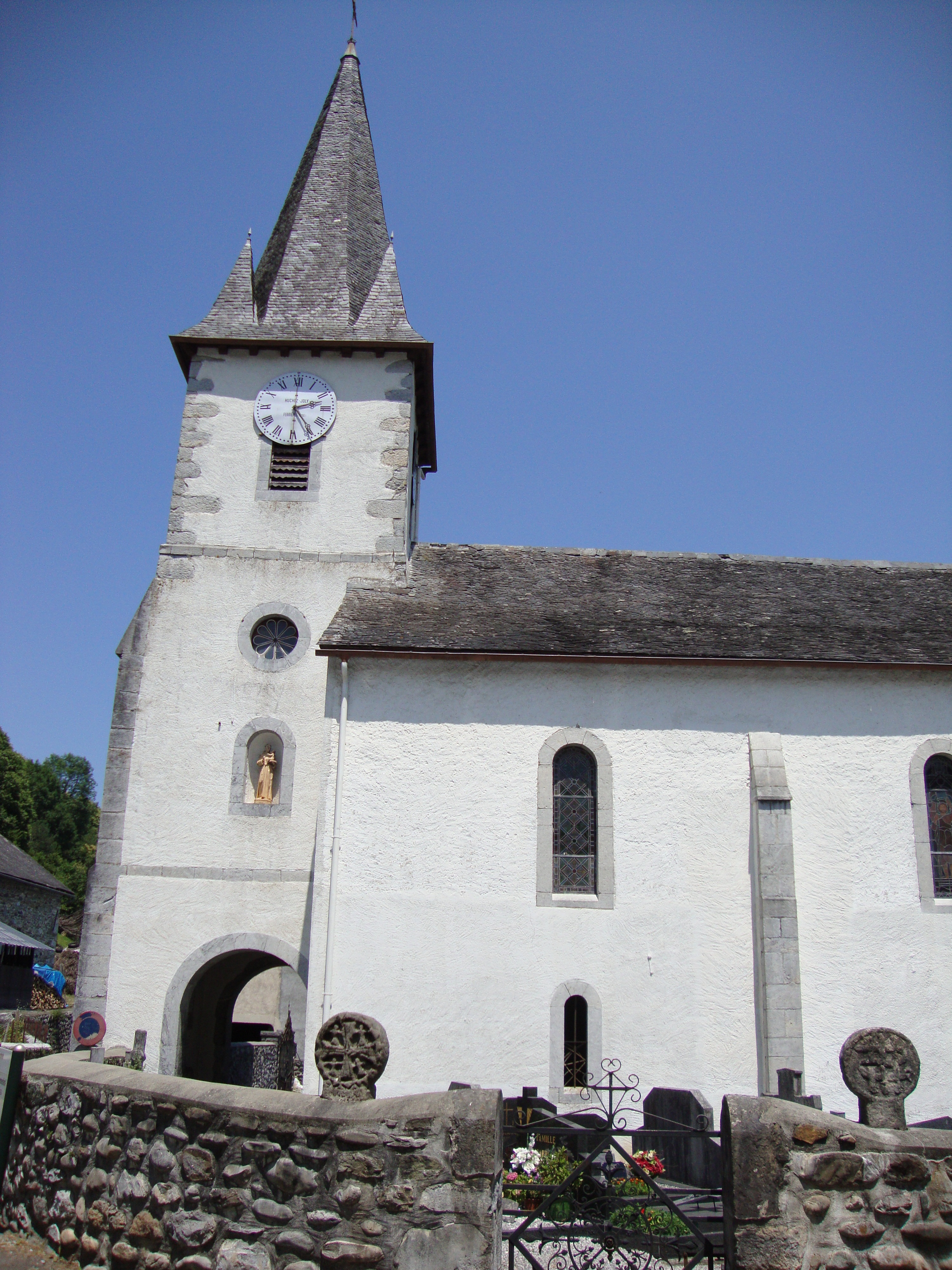
Pfarrkirche Saint-Julien in Licq mit scheibenförmigen Grabstelen

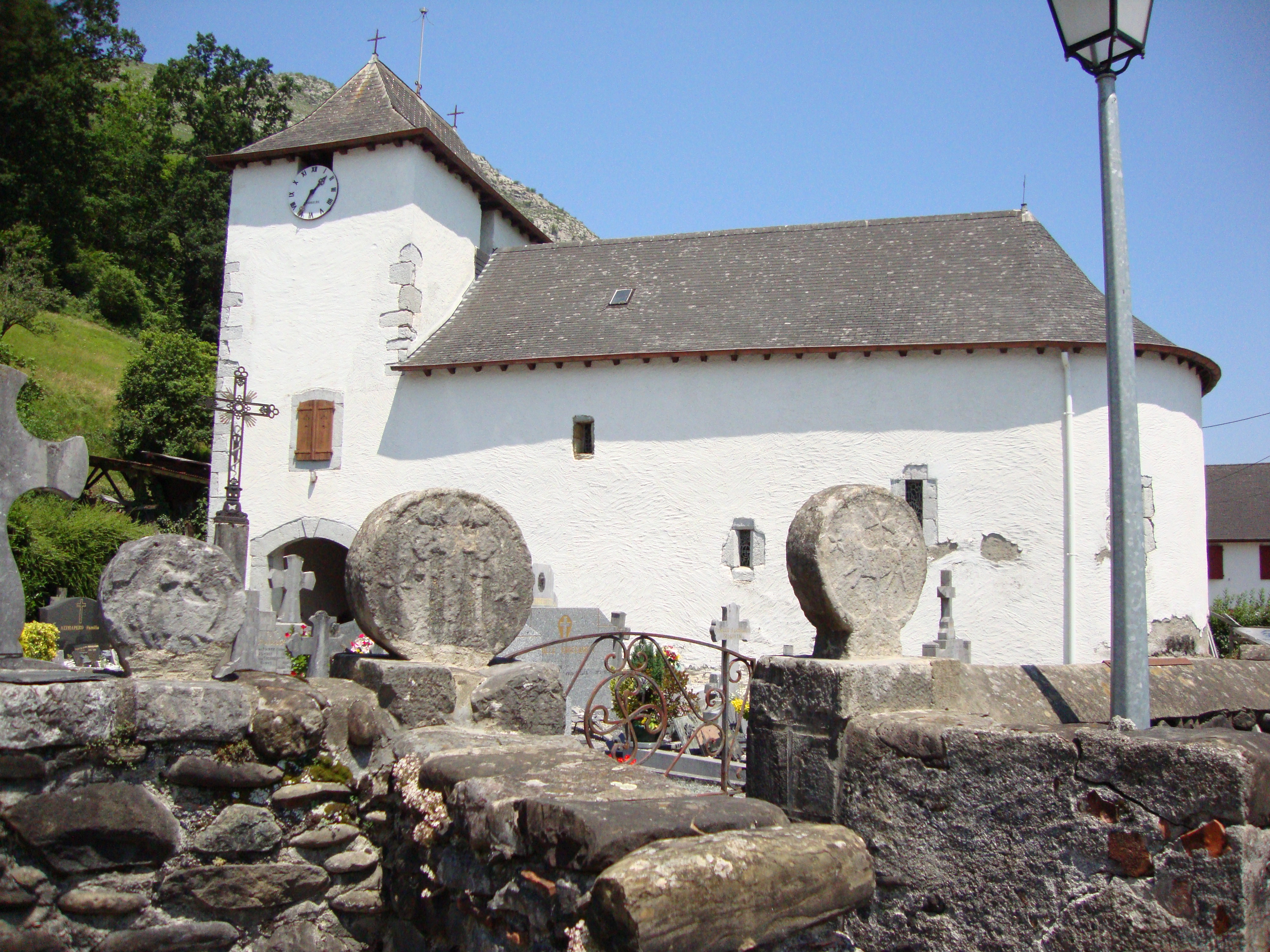
Pfarrkirche Saint-Cyr-et-Sainte-Julitte in Athérey mit scheibenförmigen Grabstelen

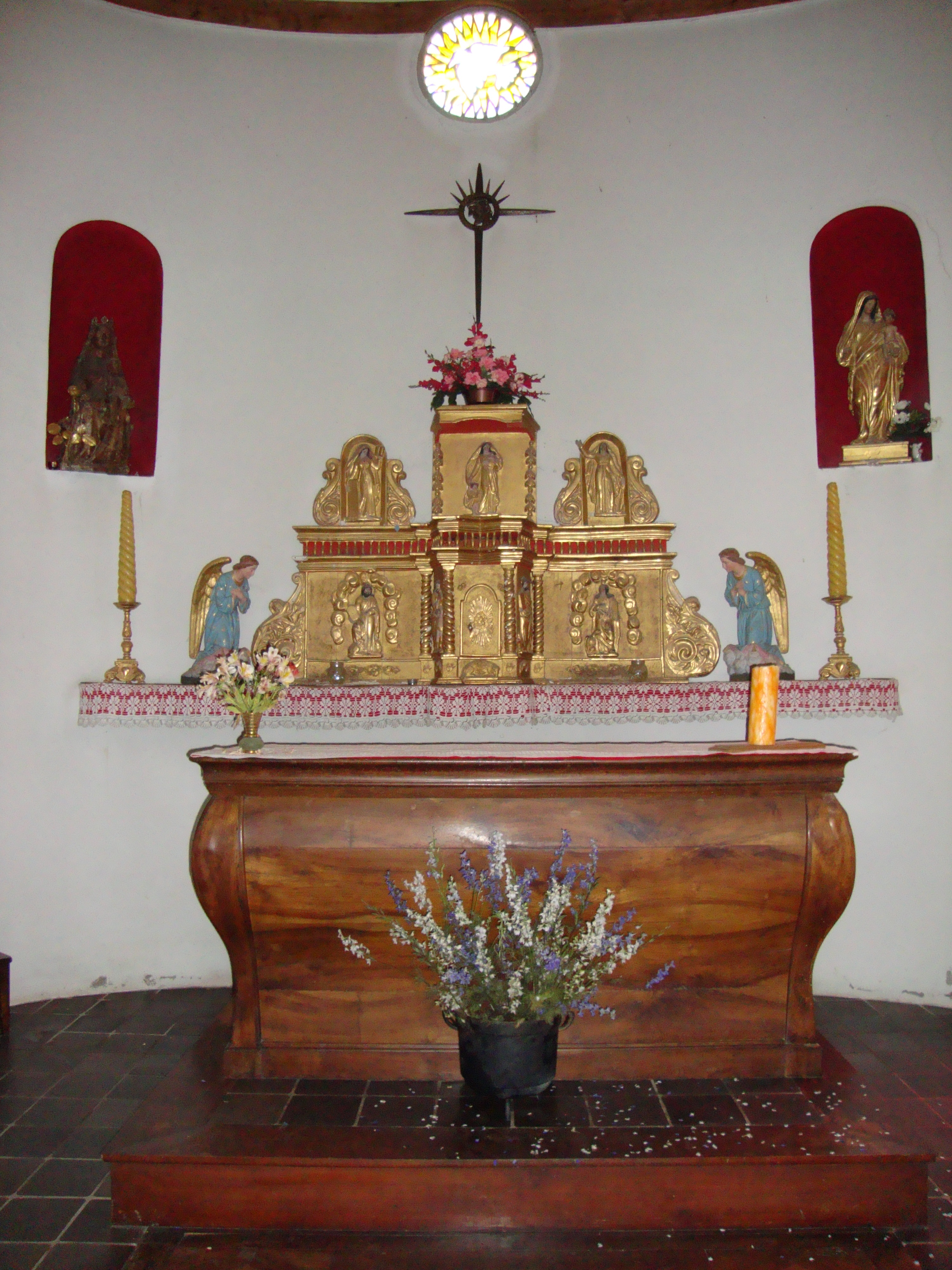
Chor mit Retabel in der Pfarrkirche Saint-Cyr-et-Sainte-Julitte in Athérey

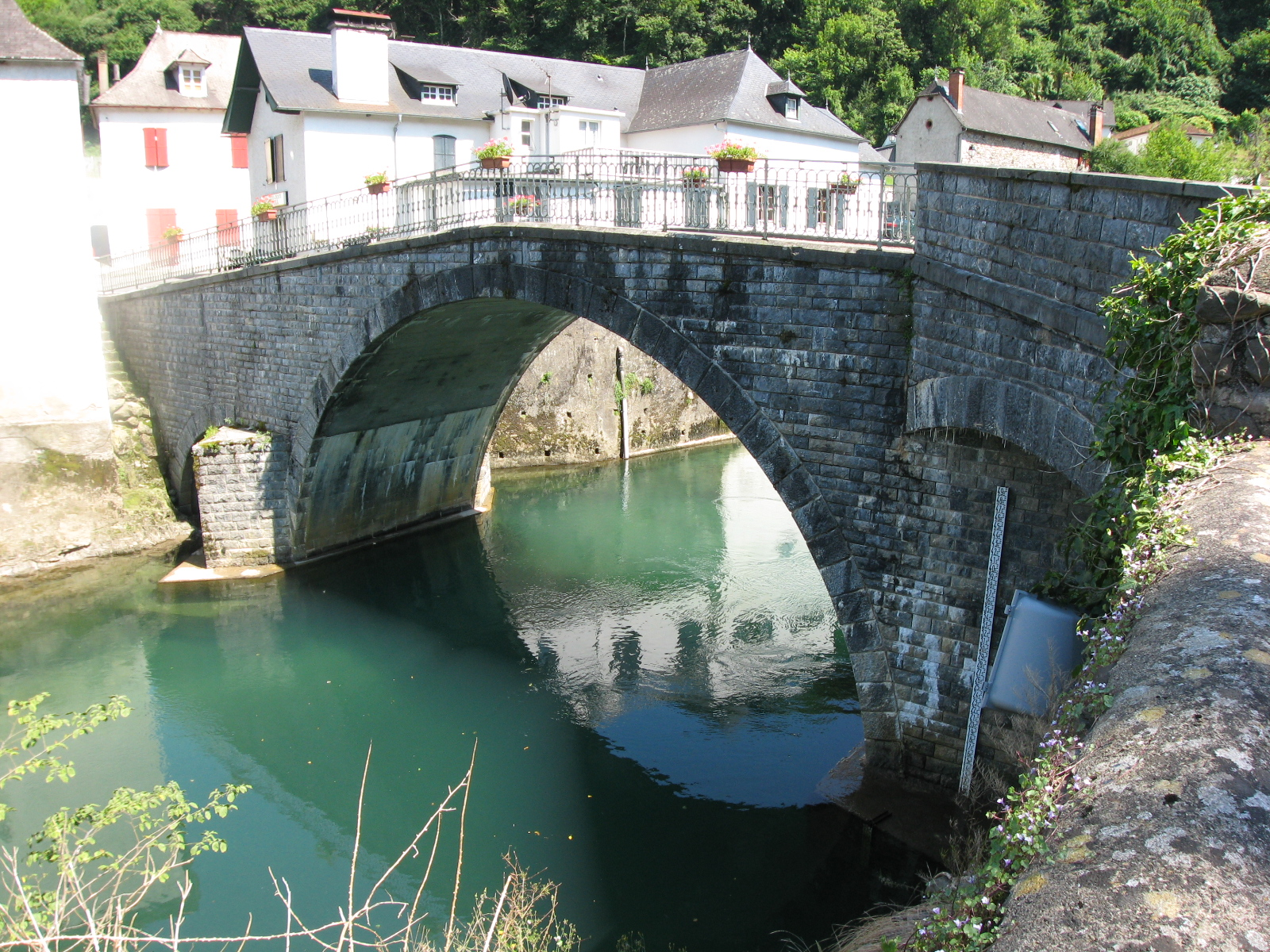
Brücke der Laminak

- Pfarrkirche Saint-Julien in Licq. Die Ursprünge der Kirche gehen auf das Hochmittelalter zurück. Sie wurde im 19. Jahrhundert vollständig restauriert. Insbesondere der Glockenturm über dem Eingangsvorbau mit seinem polygonalen Helm, die Sakristei und die Dekoration im Innern wurden ausgebessert. Im Inneren des einschiffigen Baus erstreckt sich eine Empore auf drei Seiten, die traditionell den Männern während einer Messe vorbehalten ist.[9][10] Der Altar ist vollständig aus Holz gearbeitet. Sein Unterbau ist mit einem Flachrelief versehen, das das Abendmahl Jesu, Jesus Christus mit den zwölf Aposteln, darstellt.[11] Der barocke Tabernakel ist Teil des Altarretabels und aus dem gleichen Holz gefertigt. Die Tür wird von zwei Heiligenstatuen eingerahmt und ist mit einem Kruzifix verziert, um das sich Pflanzengirlanden ranken. Oberhalb sind zwei Jakobsmuscheln zu sehen, Symbole des Jakobswegs nach Santiago de Compostela.[12] Auf dem Friedhof, der die Pfarrkirche umgibt, stehen mehrere scheibenförmigen Grabstelen, Hilarri genannt. Eine dieser Stelen ist mit einem Tatzenkreuz verziert, das an das Kreuz des Templerordens erinnert. In jedem der Zwischenräume ist eine kleine Figur im Stil der Naiven Kunst herausgearbeitet, stellvertretend für die baskische Volkskunst.[13]

Bleiglasfenster der Pfarrkirche von Licq
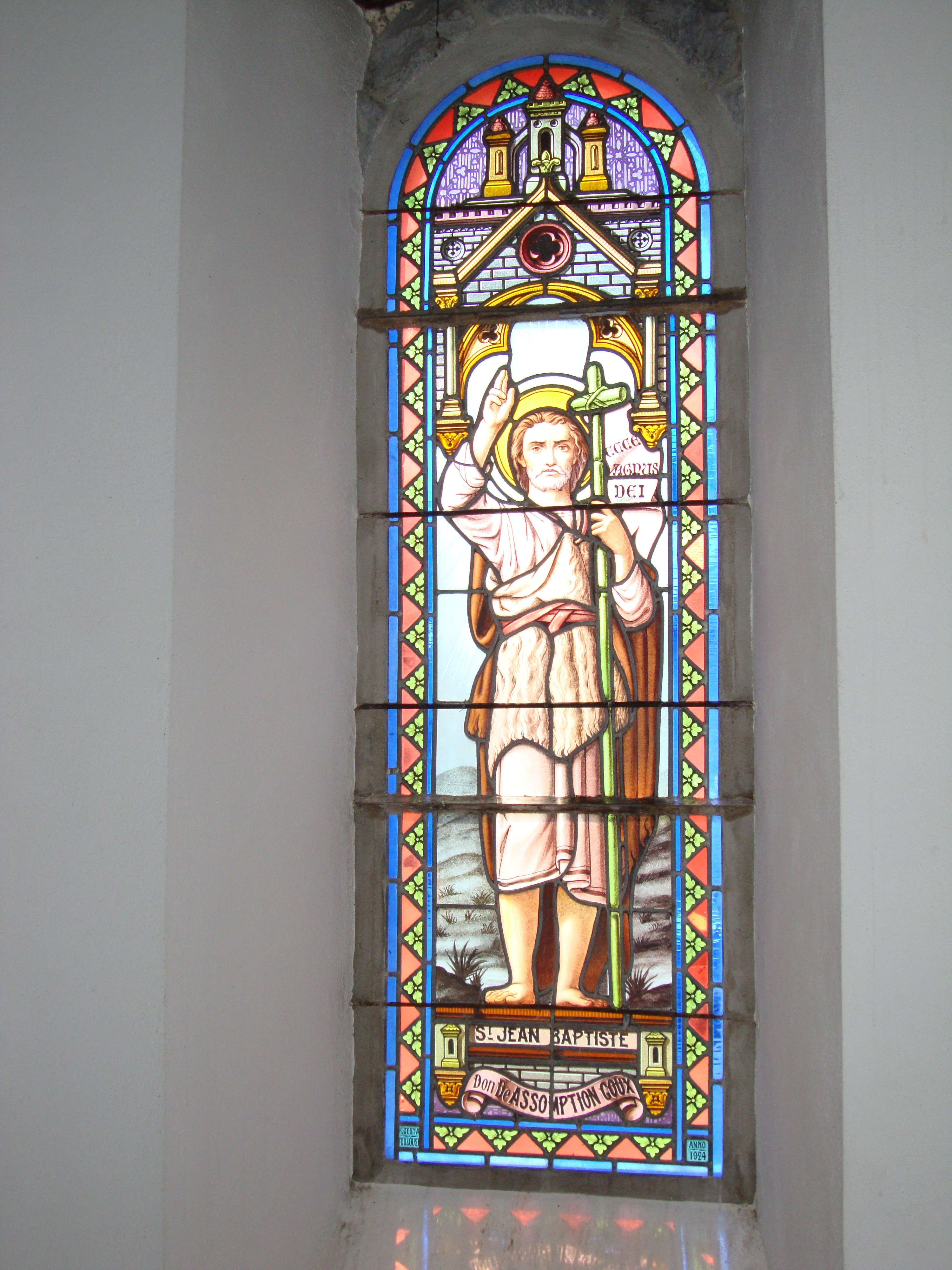
Johannes der Täufer
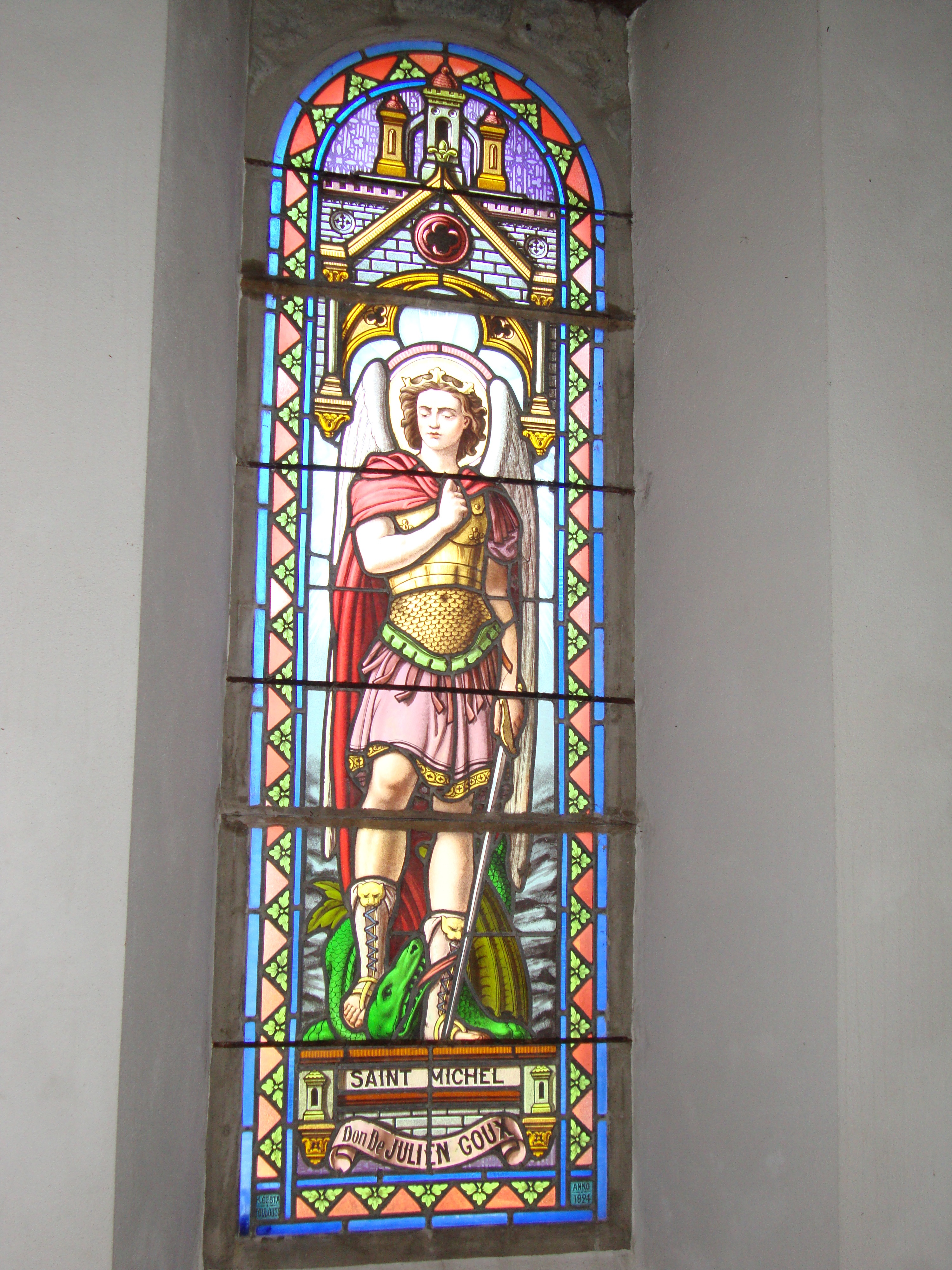
Erzengel Michael

- Pfarrkirche in Athérey, gewidmet Quiricus und Julitta. Sie ist zweifellos nicht vor dem 17. Jahrhundert errichtet worden. Die Kirche besitzt einen viereckigen Glockenturm über dem Eingang und ein stark geneigtes Dach. Ein Gemälde im Inneren des Gotteshauses zeigt Julitta in roter Kleidung, wie sie ihrem Sohn Quiricus, der weiße Kleidung trägt, eine Hand reicht, der eine lange, schwarze Feder in seiner linken Hand hält.[14] Das Altarretabel aus Holz datiert aus dem 17. Jahrhundert und ist für eine baskische Kirche eher von bescheidener Größe. Es erstreckt sich auf zwei Ebenen, die durch einige Schlangensäulen strukturiert sind. Von mehreren vergoldeten Flügeln mit Voluten umrahmt, ist das Retabel mit Pflanzengirlanden und Heiligenfiguren als Flachrelief geschmückt und mit einem Tabernakel versehen. Zwei Engelstatuen an den Seiten komplettieren das Gesamtbild.[15] Auf dem angrenzenden Friedhof sind ebenfalls scheibenförmige Grabstelen zu sehen, von denen eine besonders alt ist. Sie stammt aus dem 15. Jahrhundert, während die meisten anderen aus dem 16. Jahrhundert datieren. Trotz des Alters sind die zuweilen rätselhaften Symbole auf den Stelen noch gut zu erkennen. Auf einer Stele lassen sich zwei Sonnen und mehrere Kreuze identifizieren. In der Mythologie und Ausdrucksweise vertreten diese Symbol die Idee des Lebens. Die Sonne wird als Quelle von Energie verehrt. Die Darstellung einer anderen Stele enthält ein Tier, das von einem Schwert durchbohrt zu sein scheint. Hilarri verraten zuweilen den Beruf des Verstorbenen, der in diesem Fall ein Jäger gewesen sein könnte.[16]

Scheibenförmige Grabstelen auf dem Friedhof in Athérey
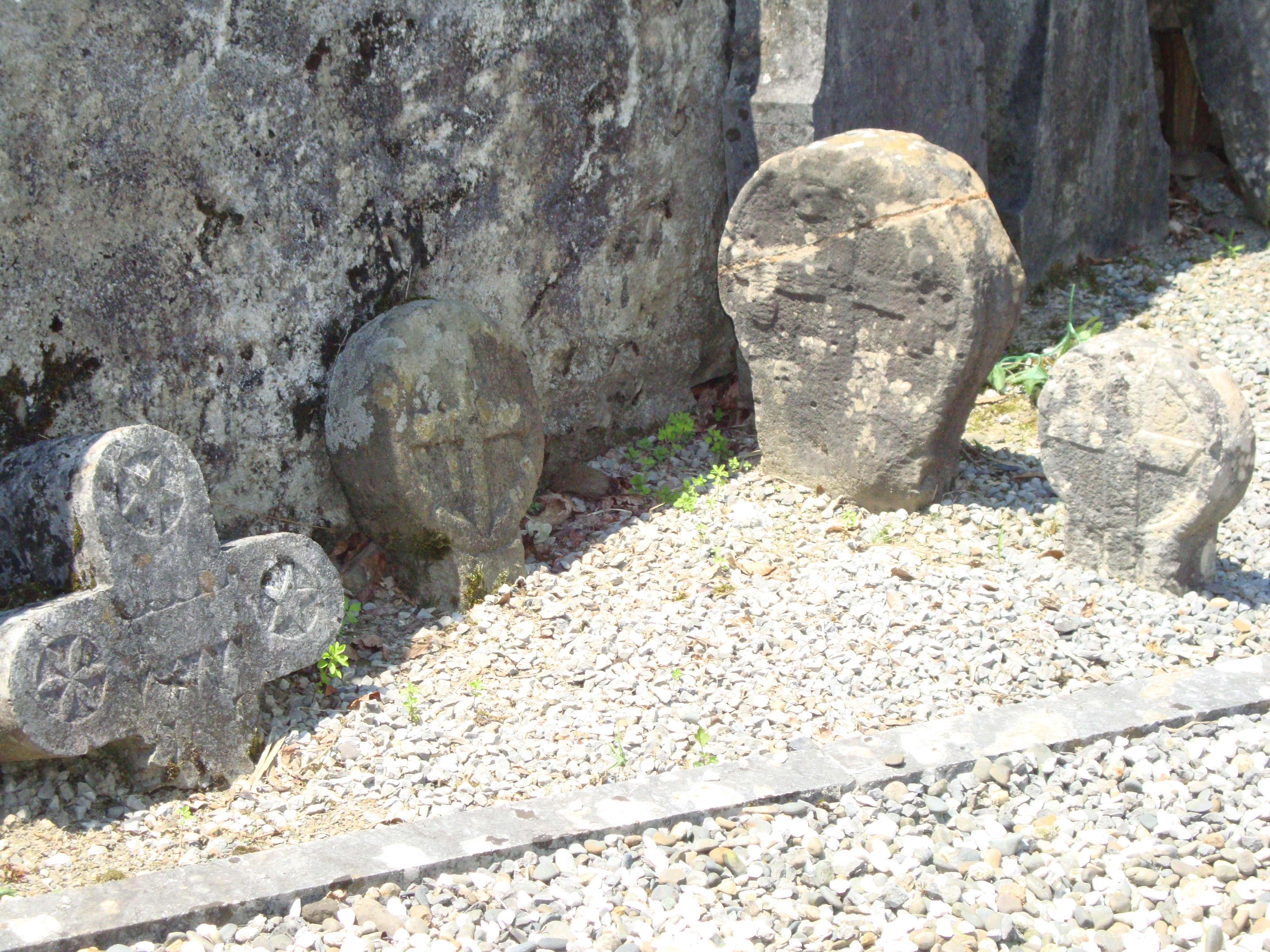
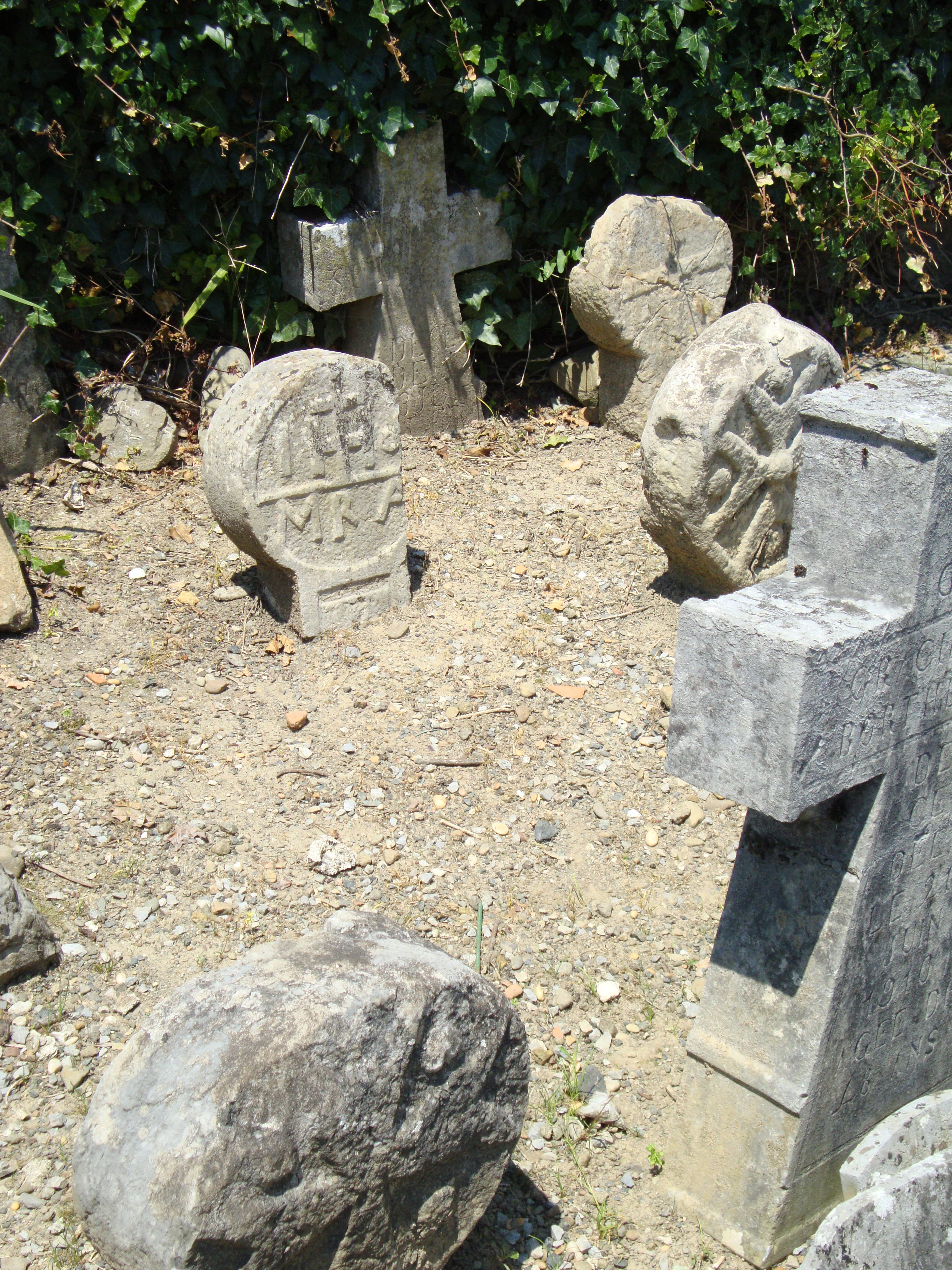

- Brücke der Laminak. Laminaks sind wohltätige Wichtel der baskischen Mythologie, die unter der Erde in der Nähe von Quellen oder Bächen leben und nur nachts hervorkommen. Dann errichten sie zahlreiche Bauwerke wie Feste Häuser, Kirchen, Mühlen oder Dolmen in nur einer Nacht. So erzählt die Legende, dass sich die Bewohner von Licq an die Laminak wandten und um den Bau einer Brücke zwischen den Ortsteilen auf beiden Seiten des Saisons baten. Im Gegenzug sollten die Laminak das schönste Mädchen aus Licq mitnehmen dürfen. Der Verlobte war von dieser Idee wenig begeistert und griff zu einem Trick. Er ließ den Hahn einige Minuten vor Sonnenaufgang krähen und veranlasste die Laminak somit zur Flucht. Die Brücke indes war vollständig einsatzfähig, allein ein einziger Stein hatte noch gefehlt.[17]

## Wirtschaft und Infrastruktur

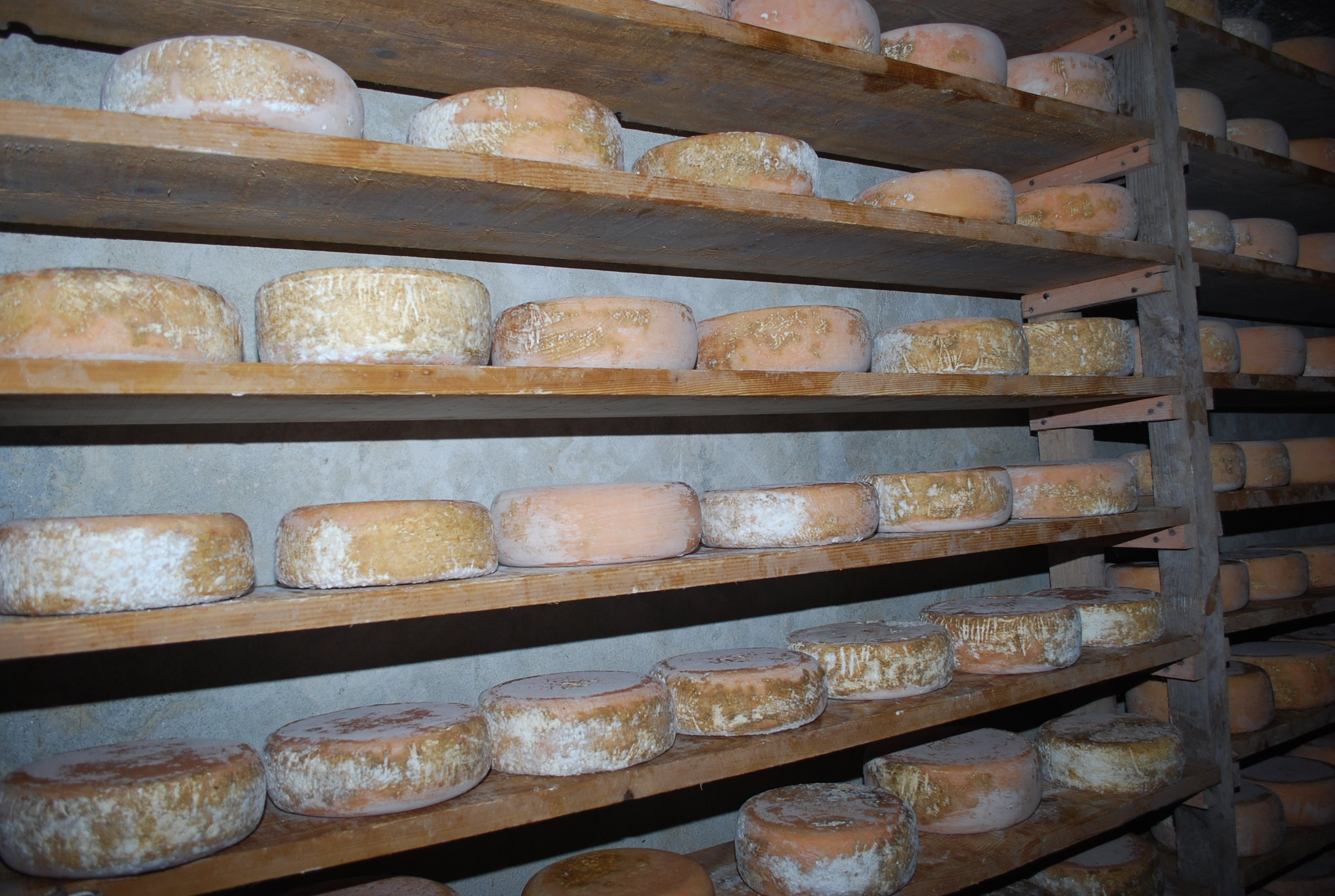
Ossau-Iraty

Die Landwirtschaft, darunter die Fischwirtschaft, und der Tourismus sind die wichtigsten Wirtschaftsfaktoren der Gemeinde. Sie besitzt überdies ein Wasserkraftwerk, das die gesamte Soule mit Strom versorgt. Licq-Athérey liegt in den Zonen AOC des Ossau-Iraty, eines traditionell hergestellten Schnittkäses aus Schafmilch, sowie der Schweinerasse und des Schinkens „Kintoa“.

### Bildung
Licq-Athérey verfügt über eine öffentliche Grundschule mit 12 Schülerinnen und Schülern im Schuljahr 2017/2018.

### Sport und Freizeit
Die klare Gewässer bieten neben der Möglichkeit zum Angeln von Forellen Möglichkeiten für viele Wassersportarten, wie Kanufahren, Rafting oder Canyoning.

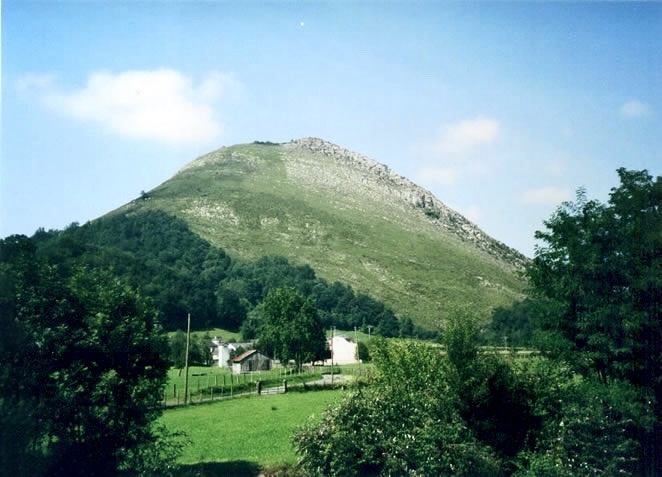
Chapeau du gendarme

Ein leichter Rundweg mit einer Länge von 4 km und einem Höhenunterschied von 320 m führt vom Frontón von Athérey auf den 572 m hohen Chapeau du gendarme (baskisch Lexantzümendi), der seinen Namen „Gendarmenhut“ aufgrund seiner Form eines Zweispitzes erhielt.
Ein mittelschwerer Rundweg mit einer Länge von 9 km und einem Höhenunterschied von 650 m führt vom Frontón von Athérey rund um die Montagne d’Inchouriste.

### Verkehr
Licq-Athérey ist erreichbar über die Routes départementales 26, 113 und 759.

## Persönlichkeiten
- Max Cosyns (1906–1998), war ein belgischer Physiker und stieg am 18. August 1932 mit Auguste Piccard zu seinem zweiten Versuch mit einem Gasballon in die Stratosphäre auf. Er zog sich nach seiner aktiven Zeit in Licq-Athérey zurück.

- Sauveur Bouchet hat die Rallye des Cimes im Jahre 1951 ins Leben gerufen, eine Rallye, die in der Region an jedem ersten Wochenende im September stattfindet.